# Pollenia intermedia
Pollenia intermedia este o specie de muște din genul Pollenia, familia Calliphoridae, descrisă de Macquart în anul 1835. Conform Catalogue of Life specia Pollenia intermedia nu are subspecii cunoscute.